# Sainte-Fauste
Sainte-Fauste là một xã ở tỉnh Indre ở miền trung nước Pháp. Xã này có diện tích 23,07 km², dân số năm 1999 là 254 người. Khu vực này có độ cao trung bình 141 mét trên mực nước biển.